# Most Wilczycki
Most Wilczycki (Weideflutbrücke) – most stanowiący przeprawę nad rzeką Widawa. Położony jest w ciągu drogi łączącej wieś Wilczyce w Gminie Długołęka z wrocławskim osiedlem Strachocin. W 1986 roku wykonano jego rekonstrukcję. Jest to most trójprzęsłowy, o rozpiętości każdego z przęseł wynoszącej 7 m. Wykonany został w konstrukcji belkowej, swobodnie podpartej, przy użyciu technologii drewnianej. Również przyczółki i filary wykonane z pali drewnianych. Dojazd do mostu drogą gruntową (ulica Wilczycka).
Nazwa Most Wilczycki odnoszona jest także do przepustu położonego w ciągu ulicy Wilczyckiej nad rowem melioracyjnym. Wybudowany został w 1996 roku. Jego długość wynosi 15,86 m, szerokość całkowita – 11,86 m, w tym szerokość jezdni 7 m, a szerokość chodników po 2 m każdy, po obu stronach jezdni. Przepust wykonany został jako żelbetowy.
Funkcjonuje także pojęcie Mostów Wilczyckich, odnoszone do całej grupy przepraw zlokalizowanych zarówno we Wrocławiu, jak i w Gminie Długołęka we wsi Wilczyce. Są to mosty położone nad ciekami wodnymi obejmującymi rzekę Widawa, Kanał Graniczny, i inne mniejsze cieki takie jak ramiona boczne i rowy melioracyjne. Można tu wymienić następujące przeprawy:
- Mosty Wilczyckie 3 – stary i nowy przy ul. Dworskiej w Wilczycach przez Widawę[4],
- Most Wilczycki 2 – przy ul. Dworskiej w Wilczycach przez Młynówkę (dopływ Widawy)[4],
- Most Wilczycki 1 – w ulicy Wilczyckiej, na Kanale Granicznym, stanowiącym w tym miejscu granicę Wrocławia i Gminy Długołęka[4][5][6]; do połowy 1993 roku stosowano nazwę Most Graniczny[6], a przed II wojną światową Grenzbachbrücke[5][6].

Zarówno Młynówka, jak i Kanał Graniczny, niedaleko poniżej mostów uchodzą do swego recypienta, tj. rzeki Widawy.

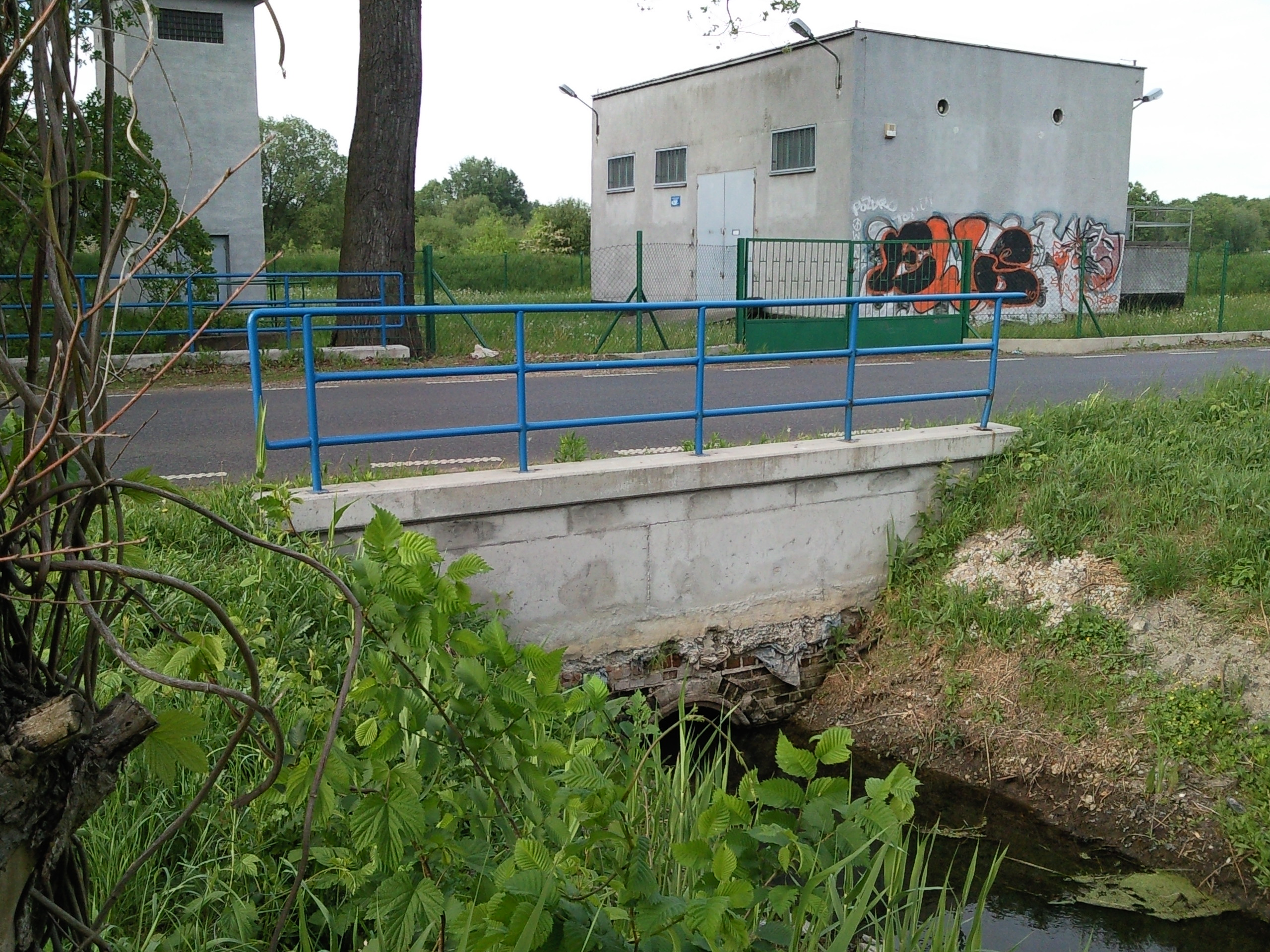
Most w ciągu ulicy Wilczyckiej
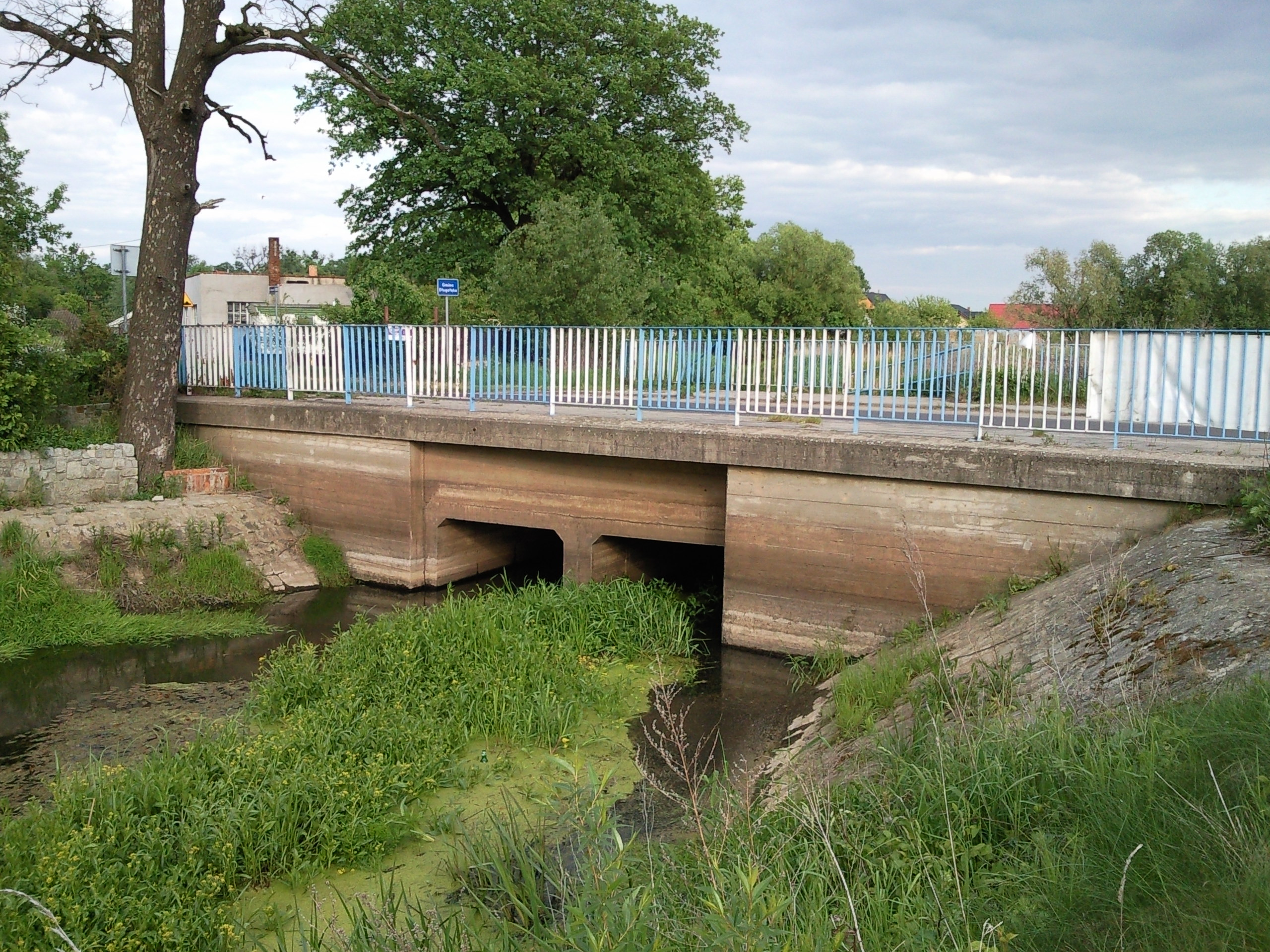
Most nad Kanałem Granicznym 1
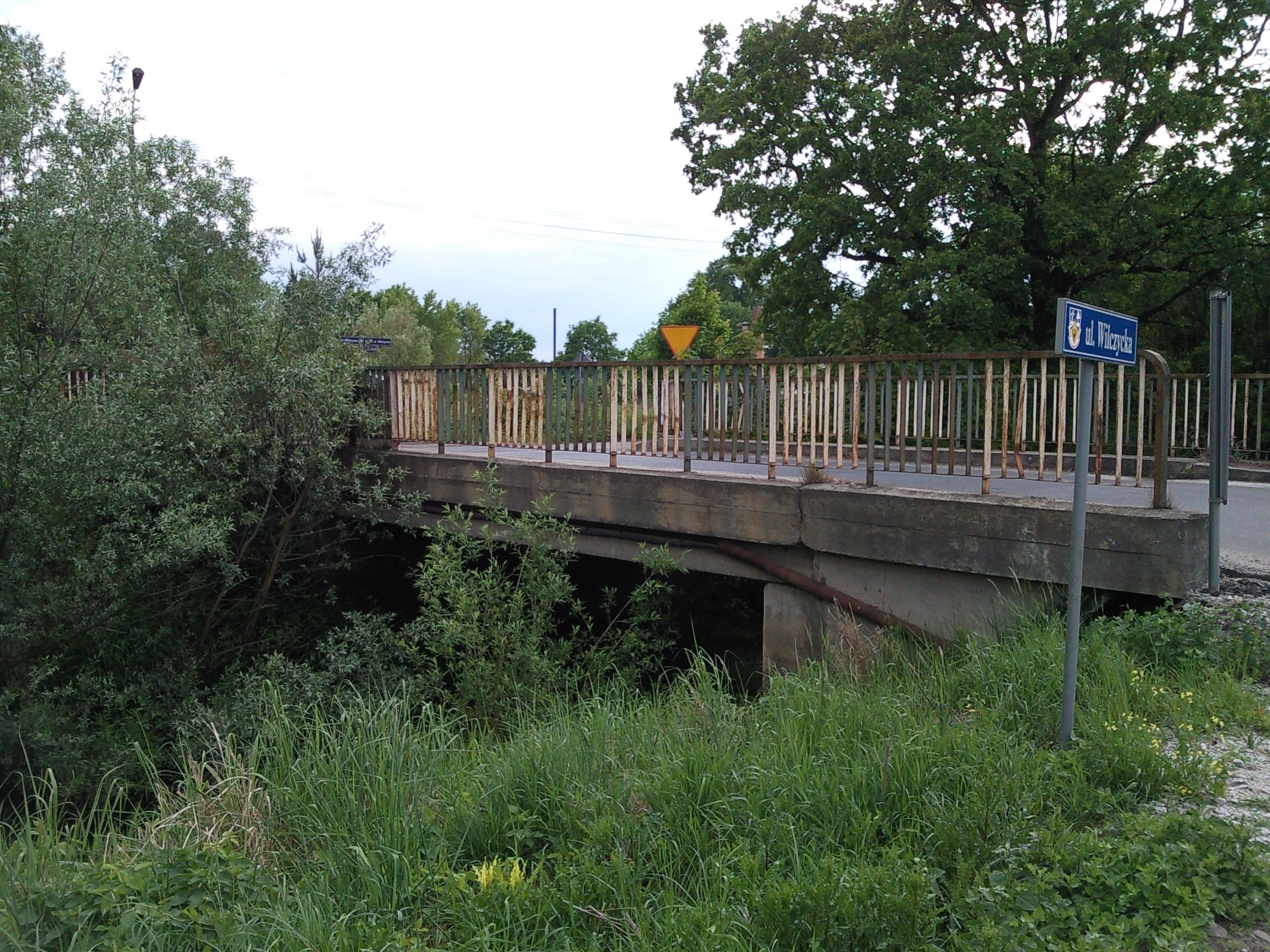
Most nad Kanałem Granicznym 2